# Micranthus junceus
Micranthus junceus är en irisväxtart som först beskrevs av John Gilbert Baker, och fick sitt nu gällande namn av Nicholas Edward Brown. Micranthus junceus ingår i släktet Micranthus och familjen irisväxter. Inga underarter finns listade i Catalogue of Life.